# Europees kampioenschap schaatsen 1893
Het Europese kampioenschap allround in 1893 werd van 21 tot 22 januari 1893 verreden op de West-Eisbahn in Berlijn. Het was voor de eerste keer dat het kampioenschap als een ISU toernooi georganiseerd werd.
De titelverdediger was de Oostenrijker Franz Schilling, de Europees kampioen van 1892 gewonnen op de ijsbaan in Wenen. De Zweed Rudolf Ericson werd kampioen, mede dankzij een ritzege op de 500 en 1500 meter.

## Klassement
| #    | Naam               | Land              | 500m        | 500m finale | 1500m       | 1500m finale | 5000m       |
| ---- | ------------------ | ----------------- | ----------- | ----------- | ----------- | ------------ | ----------- |
| Goud | Rudolf Ericson     | Zweden            | 55,8 (3)    | 54,0 (1)    | 2.51,4 (2)  | 2.46,0 (1)   | 9.51,6 (2)  |
| (2)  | Oskar Fredriksen   | Noorwegen         | 56,0 (5)    |             | 2.55,2 (3)  | 2.49,6 (2)   | 9.51,2 (1)  |
| (3)  | August Underborg   | Duitse Keizerrijk | 55,2 (2)    | 54,2 (2)    | 2.51,0 (1)  | 2.53,4 (3)   | 10.05,8 (3) |
| (4)  | Julius Seyler      | Duitse Keizerrijk | 54,6 (1)    | 54,4 (3)    | 2.57,0 (4)  | - (NS)       | 10.06,0 (4) |
| (5)  | Bernhard Bruzelius | Zweden            | 57,4 (6)    |             | 3.00,6 (6)  |              | 10.39,4 (5) |
| (6)  | Walter Herrmann    | Duitse Keizerrijk | 57,8 (7)    |             | 3.06,2 (7)  |              | 10.50,4 (6) |
| (7)  | Georg Smith        | Duitse Keizerrijk | 1.00,4 (12) |             | 3.18,8 (9)  |              | 11.08,8 (8) |
| NF2  | Otto Schroeder     | Duitse Keizerrijk | 59,4 (9)    |             | - (NF)      |              | 10.53,6 (7) |
| NS3  | Franz Schilling    | Oostenrijk        | 58,2 (8)    |             | 3.00,0 (5)  |              |             |
| NS3  | Julius von Salzen  | Duitse Keizerrijk | 55,8 (3)    | 57,0 (4)    | 3.14,2 (8)  |              |             |
| NS3  | A. Beltman         | Nederland         | 59,8 (10)   |             | 3.26,6 (10) |              |             |
| NS3  | Friedrich Pollak   | Oostenrijk        | 1.00,0 (11) |             | - (NF)      |              |             |
| NS3  | S. Adrian          | Nederland         | 1.07,6 (13) |             | 3.28,6 (11) |              |             |

* = met val
NC = niet gekwalificeerd
NF = niet gefinisht
NS = niet gestart
DQ = gediskwalificeerd